# Liderança situacional
A  liderança situacional, ou líder que adapta diante de certas situações, consiste da relação entre estilo do líder, maturidade do liderado e situação encontrada. Não existe um estilo de liderança adequado para todas as situações, mas ocasiões e estilos diferentes de gestores.
O modelo de liderança define o comportamento da tarefa, sendo o líder encarregado de dirigir as pessoas, ditando suas funções e objetivos a serem alcançados.

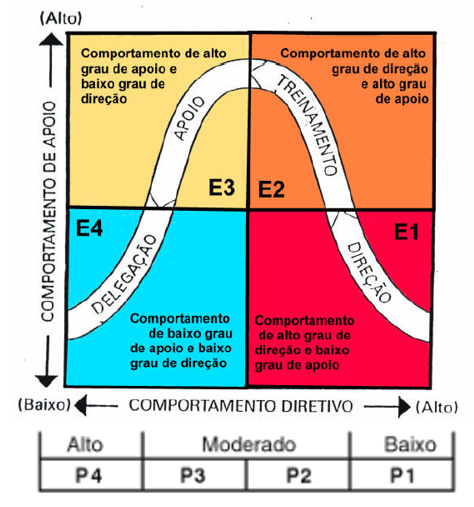
Mapa da Liderança Situacional

A liderança situacional mostra uma relação entre liderança, motivação e poder, em que o líder estará freqüentemente avaliando seus colaboradores e alterando seu estilo de liderança, sendo ela dinâmica e flexível. A liderança situacional busca utilizar modelos diferentes de atuação conforme a situação encontrada.
A liderança situacional busca conciliar a tarefa a ser executada, concedendo orientação e direção do líder aos colaboradores, o apoio emocional através de um relacionamento adequado e o nível de maturidade dos colaboradores.

## Maturidade do Subordinado
A maturidade pode ser definida como a vontade e a capacidade de uma pessoa assumir a responsabilidade de dirigir seu próprio comportamento, a maturidade é classificada em 4 estagios de prontidão:
1. P1- Fase 1:  Os subordinados são novos na tarefa e não estão preparados nem com desejos de tomar decisões. Não têm competência para a realização da tarefa e, por isso, pouca autoconfiança.
2. P2 - Fase 2:  Os subordinados já desenvolveram alguma experiência na execução da tarefa mas ainda têm dificuldades. Geralmente estão motivados mas necessitam de apoio.
3. P3 - Fase 3:  Os subordinados já possuem elevados conhecimentos e experiência sobre a tarefa mas sentem-se desmotivados para efetuar o que o líder lhe solicita.
4. P4 - Fase 4:  Os subordinados têm vastos conhecimentos sobre as tarefas e estão altamente motivados para fazer o que lhe é solicitado.[3]

## Modos de Liderança
Este modo de liderança pode ser dividido em quatro estilos, que vão ter relação com os niveis de maturidade dos subordinados:
1. E1 - Direção: a liderança ocorre quando o colaborador necessita aprender a tarefa a ser executada, sendo o líder supervisor da tarefa até seu fim, direcionando o colaborador para elaborá-la até conquistar confiança.
2. E2 - Orientação: este estilo de liderança ocorre quando o colaborador necessita conhecer a tarefa e conquistar um estímulo para execução dela. O líder contribui apoiando a obtenção de novas idéias e disseminando conhecimento quando o colaborador necessite de ajuda.
3. E3 - Apoio: o líder se encarrega de estimular o colaborador para adquirir segurança e buscar o aprendizado, aumentando suas habilidades e conhecimento, dando mais respaldo para o colaborador executar suas tarefas. O líder presta apoio, porém supervisiona pouco.
4. E4 - Delegação: ela ocorre quando os colaboradores possuem maior autonomia e liberdade, tendo conhecimento e segurança com as tarefas. O líder mantém um contato com pouca supervisão e pouco apoio. Muitas vezes o colaborador inclusive tem autoridade para decisões de mudanças ambientais conforme o nível hierárquico.

Conforme o perfil do colaborador, o líder deve lidar com cada situação encontrada na organização. A maturidade do colaborador faz o líder agir de modos diferentes conforme a necessidade.

## Modos de Liderança x Maturidade do Subordinado
Conforme o perfil do colaborador, o líder deve lidar com cada situação encontrada na organização. A maturidade do colaborador faz o líder agir de modos diferentes conforme o grafico abaixo